# El presupuesto / A ti
El presupuesto / A ti es un sencillo del cantautor y folclorista chileno Tito Fernández, lanzado en 1972 por el sello discográfico Peña de los Parra de Isabel y Ángel Parra, y distribuido por el sello DICAP.

## Lista de canciones
Toda la música compuesta por Tito Fernández y los arreglos musicales por Sergio Arellano. 
| Lado A |                  |          |  |
| N.º    | Título           | Duración |  |
| 1.     | «El presupuesto» |          |  |

| Lado B |        |          |  |
| N.º    | Título | Duración |  |
| 2.     | «A ti» |          |  |